# Isabel Moniz
Isabel Moniz (c. 1432 ) fue la segunda esposa de Bartolomeu Perestrelo, 1º Capitán de la donataria de la Isla de Porto Santo, y administrador de la capitanía en la minoría de edad de su hijo Bartolomeu.

## Genealogía
Isabel Moniz era, según la mejor hipótesis hija de Gil Aires, escribano de la pureza del condestable Nuno Álvares Pereira, y de su mujer Leonor Rodrigues, padres también de Vasco Gil Moniz. Está documentada como hermana de Diogo Gil Moniz, lo que constituye un argumento decisivo a favor de esta paternidad, a pesar de otros que le dan en los nobiliarios, que la hacen descender de los Monizes Alcaides-mores de Silves (Portugal).
Fue madre del 3° Capitán del Donatário do Porto Santo, Bartolomeu Perestrelo o Moço, y de Filipa Moniz, primera esposa de Cristóbal Colón, entre otros hijos.

## Administración de la capitanía de Porto Santo
Tras la muerte de Bartolomeu Perestrelo, la viuda Isabel Moniz pasa a ser administradora de la capitanía de Porto Santo en nombre de su hijo menor Bartolomeu. Esta fue, sin embargo, una posesión efímera, pues ya en 1458 había acordado venderla a Pedro Correia da Cunha, convirtiéndose así en el 2º Capitán del donatario de la Isla de Porto Santo. Pedro Correia da Cunha luego, tras perder esta capitanía en un pleito con Bartolomeu Perestrelo o Moço, será el 1º Capitán de la concesionaria de la Isla Graciosa en su parte norte.